# مسيرة صامتة
المسيرة الصامتة هي نوع خاص من أنواع التظاهر يقوم بها الأفراد بالمسير وهم يحملون اللافتات ولكن دون إصدار هتافات كما هو الحال في المظاهرات العادية.
بشكل مشابه لدقيقة الصمت فإن المسيرة الصامتة غالباً ما تنظم بهدف إظهار مشاعر التعاطف والحزن العام مع ضحايا الكوارث الطبيعية منها أو حوادث الاعتداء والهجمات الإرهابية. بالمقابل فإن الاعتراض الصامت يمكن أن يكون شكلاً من أشكال التعبير عن المناهضة ونوع من العصيان المدني والمقاومة السلمية.

## اقرأ أيضاً
- حداد
- مظاهرة
- دقيقة صمت